# Tupolev
Tupolev (russe : Туполев, prononcé [ˈtupəlʲɪf]) est une entreprise russe de défense et de conception aérospatiale. Son nom officiel est PSC Tupolev et elle est le successeur du bureau d'études et d'ingénierie (OKB-156) dirigé par le célèbre ingénieur soviétique Andreï Tupolev, ancien élève de l'École Bauman. Le 22 octobre 2022, elle a célébré ses 100 années d'existence.
Son champ d'action est principalement le développement, la construction et la révision d'avions civils et militaires. Elle s'occupe également des technologies concernant les missiles et l'aviation navale. Depuis sa fondation, elle a mené à bien plus de 300 projets, et plus de 18 000 avions furent produits pour l'URSS et le Bloc de l'Est.

## Histoire
En 1922, Andreï Nikolaïevitch Tupolev fonde la Commission de construction d'avions métalliques. En 1936, cette commission est reconnue comme un bureau d'étude et d'ingénierie.
Dans les années 1990, Tupolev devient le « Complexe scientifique et technologique de l'aviation Tupolev » (Tupolev ANTK) ou ANTK Tupolev ou encore AO ANTK Tupolev.

## Avions produits
Avions à pistons :
- Tupolev ANT-4
- Tupolev ANT-20 « Maxime Gorki »
- Tupolev ANT-25
- Tupolev I-14
- Tupolev TB-1
- Tupolev TB-3
- Tupolev SB-2
- Tupolev Tu-2 Bat
- Tupolev Tu-4 Bull
- Tupolev Tu-10

Avions expérimentaux :
- Tupolev Tu-1 (en)
- Tupolev Tu-6
- Tupolev Tu-8
- Tupolev Tu-12
- Tupolev Tu-70
- Tupolev Tu-72
- Tupolev Tu-73
- Tupolev Tu-74
- Tupolev Tu-75
- Tupolev Tu-80
- Tupolev Tu-82
- Tupolev Tu-85 « Barge »
- Tupolev Tu-91 « Boot »
- Tupolev Tu-93
- Tupolev Tu-96
- Tupolev Tu-98 « Backfin »
- Tupolev Tu-107 (en)
- Tupolev Tu-110
- Tupolev Tu-116
- Tupolev Tu-119
- Tupolev Tu-155
- Tupolev Tu-156
- Tupolev Tu-206
- Tupolev Tu-216
- Tupolev Tu-444

Bombardiers et autres avions militaires :
- Tupolev Tu-14 Bosun
- Tupolev Tu-16
- Tupolev Tu-20 Bear, Tupolev Tu-20/Tu-95/Tu-142 Bear
- Tupolev Tu-22 Blinder
- Tupolev Tu-22M Backfire
- Tupolev Tu-126 Moss
- Tupolev Tu-160 Blackjack
- Tupolev PAK DA

Chasseurs :
- Tupolev Tu-128 Fiddler

Avions de ligne ou de transport :
- Tupolev Tu-104 « Camel »
- Tupolev Tu-114 « Cleat »
- Tupolev Tu-124 « Cookpot »
- Tupolev Tu-134 « Crusty »
- Tupolev Tu-144 « Charger »
- Tupolev Tu-154 « Careless »
- Tupolev Tu-204
- Tupolev Tu-214
- Tupolev Tu-330 (en)
- Tupolev Tu-334
- Tupolev Tu-444

Missiles, drones, etc.
- Tupolev Tu-121 « C »
- Tupolev Tu-123 « Yastreb-1 »
- Tupolev Tu-139 « Yastreb-2 »
- Tupolev Tu-141 « Strizh » (l'engin est utilisé sur le Donbass, est de l'Ukraine, puis en mars 2022 dans l'ouest de l’Ukraine et à Zagreb)
- Tupolev Tu-143 « Reis »
- Tupolev Tu-243 « Reis-D »
- Tupolev Tu-300